# Whitewater Region (Ontario)
Whitewater Region to gmina (ang. township) w Kanadzie, w prowincji Ontario, w hrabstwie Renfrew.
Powierzchnia Whitewater Region to 537,96 km².
Według danych spisu powszechnego z roku 2001 Whitewater Region liczy 6520 mieszkańców (12,12 os./km²).